# Panthocarpa chionacantha
Panthocarpa chionacantha là một loài thực vật có hoa trong họ Đậu. Loài này được (Raf.) Raf. mô tả khoa học đầu tiên năm 1825.